# Central nuclear de Almaraz
La central nuclear de Almaraz es una central nuclear situada en el término municipal de Almaraz (provincia de Cáceres), en la comarca natural Campo Arañuelo y refrigerada por el río Tajo. Es del tipo PWR y pertenece a las empresas Iberdrola, Naturgy y Endesa que forman la Sociedad Centrales Nucleares Almaraz-Trillo (CNAT).

## Datos
Tiene dos reactores de 2947 MWth (aproximadamente 1045 MWe) tras el aumento de potencia del 8 % llevado a cabo recientemente: Almaraz I y Almaraz II. Su sistema de refrigeración es de circuito abierto al embalse de Arrocampo.
El 10 de mayo de 1973 se colocó el primer hormigón de la central en la losa del edificio de contención de la Unidad I y dos años después se cerró su cúpula. En la Unidad II, las fechas equivalentes son septiembre de 1973 y julio de 1976. La Unidad I entró en servicio comercial el 1 de mayo de 1981; la Unidad II lo hizo el 8 de octubre de 1983. Consta de una superficie de 1683 hectáreas localizadas en los términos municipales de Almaraz, Saucedilla, Serrejón y Romangordo.
Durante 2010, la producción bruta conjunta generada por ambas unidades fue de 15 439 GWh, cifra que representa el 7,6 % de la generación de energía eléctrica del régimen ordinario en España y el 24,9 % de la producción nuclear española. Fue la primera central nuclear de segunda generación construida en España.

## Gestión

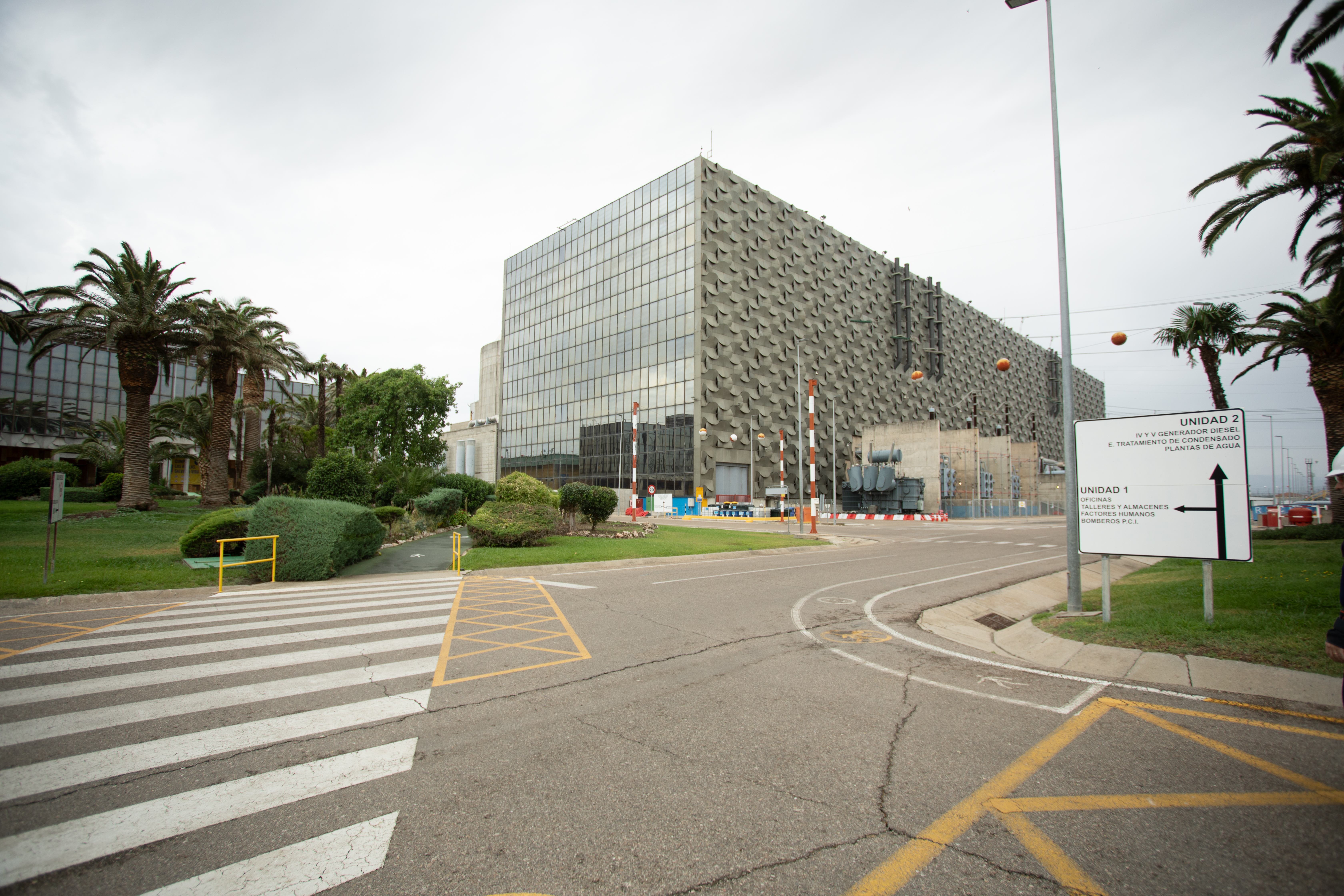
Instalaciones de la central nuclear de Almaraz en 2025.

Está operada por la sociedad Centrales Nucleares Almaraz-Trillo (CNAT), que gestiona también la central nuclear de Trillo, y que está compuesta por:
- Iberdrola (53 %)
- Endesa (36 %)
- Unión Fenosa (11 %)

## Sucesos

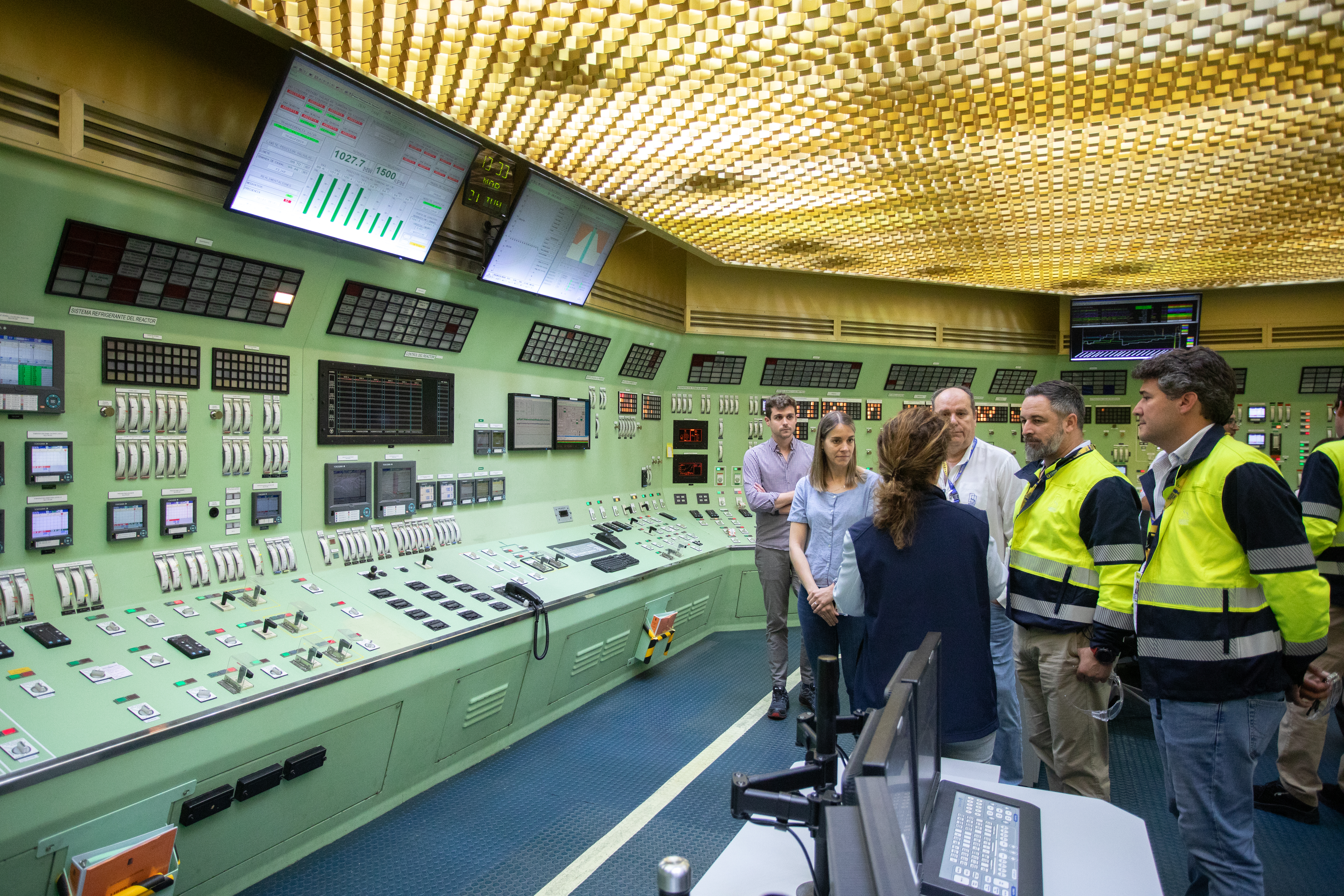
Sala de control de la central nuclear de Almaraz.

### 2011
En octubre de 2011 se produjo una parada no programada del reactor. Ante el aumento de temperatura en el cojinete inferior de una de las bombas principales de refrigeración del reactor, se provocó una parada antes de alcanzar los niveles que provocarían una parada automática. El suceso se clasificó como nivel 0 en la escala INES.

### 2012
En mayo de 2012, durante la parada por recarga, se notificó al CSN la pérdida de comunicación de parte de los datos que se envían desde el ordenador de proceso SAMO (Sistema de Ayuda Mecanizada a la Operación) a la Sala de Emergencias del Consejo (SALEM). El SAMO será sustituido por un sistema tecnológicamente más avanzado, hasta entonces los datos del SAMO se enviarán al CSN por correo electrónico. El suceso se clasificó como nivel 0 (INES).

### 2013
El 23 de mayo, a las 22:32 horas, se produce una parada no programada del reactor, debida a una parada de la turbina por la actuación de una protección eléctrica del generador. El suceso se clasificó como nivel 0 (INES).

### 2016
El 2 de febrero, se conoce un informe de cinco técnicos de la central que indica que no hay "suficientes garantías" de que las bombas de agua que evitarían un accidente funcionen con normalidad. Estas observaciones se concluyen al detectarse deformaciones en piezas de los motores y se apunta a que desde hace 19 años no se realizan revisiones periódicas nivel 8.